# Bowie borneo
Bowie borneo (лат.) — вид блуждающих пауков рода Bowie (Ctenidae). Встречается в Малайзии (остров Калимантан, штат Сабах).

## Описание
Пауки мелких размеров, длина около 7 мм. Желтовато-коричневый с более тёмными узорами. Дорсальная сторона просомы с характерной более светлой срединной полосой, расширенной за глазами, глазное поле с редкими белыми волосками, с отчетливыми радиальными метками. Стернум, лабиум, гнатококсы и тазики желтовато-коричневые без рисунка. Хелицеры красновато-коричневые с продольными узорами. Пальпы и ноги желтовато-коричневые, ноги II—IV с отчётливыми узорами. Дорсальная сторона опистосомы желтоватая с чёрными пятнами, передний край и центральная область светлые. Латеральная сторона опистосомы пятнистая. Вентральная сторона опистосомы желтовато-коричневая с задними сходящимися линиями пятен..

## Таксономия и этимология
Вид был впервые описан в 2022 году. Видовое название происходит от типового места обнаружения по старому названию острова Калимантан (Борнео; штат Сабах, Малайзия). Морфологически сходен с видом Bowie abdulmajid.